# Siaka Tiéné
Siaka Tiéné (Abidjan, 1982. február 22. –) elefántcsontparti válogatott labdarúgó, jelenleg a Montpellier HSC csatára. Az elefántcsontparti válogatottban 2000-ben debütált.
Az elefántcsontparti válogatott tagjaként részt vett a 2002-es, a 2006-os, a 2008-as, a 2010-es, a 2012-es, a 2013-as és a 2015-ös afrikai nemzetek kupáján illetve a 2010-es világbajnokságon.

## Sikerei, díjai
Paris Saint-Germain
- Francia bajnok (1): 2012–13

Elefántcsontpart
- Afrikai nemzetek kupája győztes (1): 2015